# Архитектура барока
Архитектура барока је крајње динамизирана. Фасаде су узнемирене и богате нишама, ступовима, волутама, а препознатљиви елементи су елипса, конкавност – конвексност (удубљено, испупчено) и општа разиграност маса. Архитектонски стил настао крајем шеснаестог века у Италији.
У Немачкој и у колонизованој Јужној Америци стил је потрајао до осамнаестог века.
Барок (baluka), значи „перла”, све је богато и китњасто треба да се потврди моћ цркве и њен сјај. Барокне композиције су великих размера. Јавља се велики број материјала. Барок се формирао од теме која нагони човека на размишљање, и оне које је требало да дирну човека и да га нагоне на размишљање о потреби вере. Црква се свим средствима трудила да задржи свој положај који је имала. Барок је примењивао све оно што је било већ пронађено. Развијао је односе светлости и сенке и тежио да развије драматику и патетику која се потенцирала снажном гестикулацијом и динамиком покрета и за разлику од статичне и смирене ренесансе. Појављују се сложене композиције и неретко се употребљавају и несиметричне дијагоналне композиције.
Барок у профаном смислу нашао је места у дворовима и резиденцијама краљева.
Тргови су главни елемент барокног урбанизма, углавном су затворени, елиптичних основа, динамизираног простора, организовани помоћу вертикалних акцената (ступови, обелиск, фонтане – најпознатији је свакако Трг Светог Петра. Бернинија, из 1657. године.

## Представници барокне архитектуре
Италија:
- Ђовани Лоренцо Бернини (Gianlorenzo Bernini)
- Франческо Боромини (Francesco Borromini)
- Вињола (Vignola)
- Ц. Мадерно (C. Maderno)
- Г. дела Порта (G. della Porta")
- Доменико Фонтана (Domenico Fontana)

Француска:
- Клод Перолт (Claude Perrault)
- Жил Арден-Мансар (Jules Hardouin-Mansart)
- Луј ле Во (Louis Le Vau)
- Чарлс Ле Брун (Charles Le Brun)
- Андре ле Нотр (Alexandre Le Nôtre)

Немачка и Аустрија:
- Ј. Б. Фишер фон Ернах (J. B. Fischer von Erlach)
- Д. Пепелман (D. Pöppelmann)
- Балтазар Нојман (Balthasar Neumann)
- И. Прендтоер (Y. Prendtauer)

Енглеска:
- Христофер Рен (Christopher Wren)

Шпанија:
- Хусеп Хурикера (Jusepe Churriguera)

## Палата
Дух барока најбоље представља његов урбанизам и архитектура, а објект који уједињује ове две уметности је дворац. У бароку дворац постаје прави мали град, Најзначајнији пример је Версаја (Луј ле Во, Жил Арден-Мансар и Ле Нотр који је радио вртну архитектуру), у Француској (1642–1686). Симетрична архитектура трокрилног дворца са главном зградом и два бочна крила под правим углом који (попут слова "U") задиру у простор перивоја кроз простране геометријски организоване паркове, фонтане и базене. Паркови су геометризирани и у основи у облику тзв. францускога парка, за разлику од енглеског парка који је органски и природан, пратећи и варирајући облике архитектуре дворца, чак се и авенија која се пружа према улазу у палату наставља у парк наглашавајући непрекидно кретање.

## Црква
У сакралној архитектури се тежи што већим ефектима, остварују се нова просторна рјешења од којих углавном преовладава централни тип основе наглашен куполом.
Таква је и црква San Carlo alle quattro fontane (1635) у Риму коју је урадио Франческо Боромини. Елиптичне је, несиметричне, основе (нишама је исперфорирано зидно платно), а елиптични облици се појављују и на фасади (дубоке нише, избачени ступови и избочења ка и други украси и сложене перфораније) и на куполи. Инсистира се на рашчлањивању, слојевитости и пластичности унутар оквира основног несиметричног облика и примене ритма елипсе. Све у свему, јак сукоб волумена и простора.
Пример динамичне, али складне архитектуре је црква Virzehnheilingen (Четрнаест светаца) Б. Нојмана у Немачкој, (1743–1772) Ту се лонгитудиналност и латински крст добијају уписивањем неколико елиптичних облика који се надаље варирају на свим деловима архитектуре. Осим главног олтара јавља се и централни, а динамизам је постигнут и у прожимању архитектуре, сликарства и вајарства у јединству беле, складне штуко декорације испуњене илузионистичким сликама. Тако је постигнут идеал барокне уметности у јединству сила и покрета (богатство и раскош украса) какви владају у природи и свемиру.
Често су се готичке и ренесансне цркве барокизирале преградњама сводова, прочеља и додавањем луковичастих капа на торњевима, а у решавању ентеријера се постављају мермерне барокне површине, олтари, проповедаонице и др. Раскошни се барокни дух показује и у богато опремљеној унутрашњости грађевине са зидним сликама, рељефним штуко украсима, пуној пластици, скупоценим намештајем и украсним детаљима и предметима црквене литургије (циборији, калежи, антепендији и др.).